# Acanthocleithron chapini
Acanthocleithron chapini — єдиний вид роду Acanthocleithron родини Пір'явусі соми ряду сомоподібні. Наукова назва походить від грецьких слів akantha, тобто «шип», kleithron — «ніщо, щоб використовувати для закриття».

## Опис
Загальна довжина сягає 5,5 см. Зовнішністю нагадує сомів з роду Synodontis у мініатюрі. Голова широка, сплощена. Морда округла. Очі помірного розміру, розташовані у верхній частині голови, неподалік одне від одного. На нижній щелепі є 1 пара довгих вусів, що нагадують пір'я. Тулуб подовжений, кремезний, звужується у хвостовій частині. Спинний плавець високий, помірно довгий, його промені розгалужені. Грудні плавці тонкі, довгі, дещо серпоподібні. Черевні плавці короткі та широкі. Хвостовий плавець усічений.
Забарвлення світло-коричневе, по якому проходять широкі темно-коричневі поперечні смуги. Черево кремове або жовтувате.

## Спосіб життя
Біологія вивчена недостатньо. Це демерсальна риба. Обирає прісну воду. Зустрічається у водоймах з помірною течією. Активний у присмерку та вночі. Живиться м'якими водоростями.
Самиця відкладає ікру.

## Розповсюдження
Мешкає у середній частині басейну річки Конго, річці Ітурі.